# Maskenhaft
Maskenhaft – Ein Versinken in elf Bildern (Fremder Zyklus, Teil 2) ist das achte Studioalbum der Frankfurter Band ASP. Es stellt den Zweiten Teil des Fremder-Zyklus dar.
Das Album war, nach fremd, das zweite Album der Band in den Top 10 der Albumcharts.

## Musikstil und Inhalt
Musikalisch bleiben sich ASP dem Sound des ersten Zyklus-Teils weitgehend treu. Das Spektrum reicht von der Ballade „Schneefall in der Hölle“ hin zu „Das Märchen vom Wildfang-Windfang“, welches sich zumindest im Refrain fest im Metal verankert zeigt. Mit dem Opener „Augenaufschlag“ gibt es eine düstere Einleitung ganz im Sinne der „Beschwörung“, aus dem Album Aus der Tiefe. Mit „Aufbruchstimmung“ oder „Wanderer“ zwei Elektro-Rocker.

## Tracklist
1. Augenaufschlag
2. Die Kreatur Mit Der Stählernen Maske
3. Aufbruchstimmung
4. Wanderer
5. Schneefall In Der Hölle
6. Die Löcher In Der Menge
7. Reflexionen
8. Das Märchen Vom Wildfang-Windfang (Schlüpftanz)
9. Panzerhaus (FremdkörPerson, Zweitens)
10. Per Aspera Ad Aspera
11. Die Klippe Teil 1: Stimmen Im Nebel
12. Die Klippe Teil 2: Hang

## Limitierte Edition
Erschienen ist Maskenhaft in gleich mehreren Varianten, nämlich in einer Digipack-Version, einer 2-CD-Version und einer auf 5000 Stück limitierten 3CD-Box-Set.
Die Bonus-CD des 3CD-Box-Sets enthält verschiedene Remixe. Zudem coverte Samsas-Traum-Sänger Alexander Kaschte speziell für die CD den Titel Die Kreatur mit der Stählernen Maske in einer Akustik-Version.

## Rezeptionen
„„Maskenhaft“ ist ein erdiges, lebendiges Opus voller Emotionen und Tiefgang, so kunstvoll und in sich stimmig. Die düstere Lyrik verschmilzt hervorragend mit den treibenden, gefühlvollen Nummern, die sich trotz des komplexen Gesamtkonzeptes allesamt als hymnische Juwelen entpuppen. Mit „Maskenhaft“ macht sich ASP unsterblich.“

„Doch fast unbemerkt werden die einzelnen Geschichten zu einer Erzählung, verbinden sich die Lieder in stetem Fluss zu einem großen Werk. Elf Stücke, mit Worten und Pinseln gemalt… und ein Versinken des Hörers in dunkler Schönheit aus Klängen, Geschichten und Bildern.“

## Weiteres
- Spreng widmete das Album seinem Sohn
- Track Nummer 6, Die Löcher in der Menge, ist eine Anspielung an Kai Meyers Roman-Reihe Arkadien